# Meurtre en sous-sol
Meurtre en sous-sol (titre original : The Girl in the Cellar) est un roman policier écrit par l'écrivaine britannique Patricia Wentworth et publié en 1961. Il est paru en France aux éditions 10/18 en 1995 dans la collection Grands détectives.
Il a été traduit de l'anglais britannique par Roxane Azimi.